# 볼프강 슈트레제만
볼프강 슈트레제만(독일어: Wolfgang Stresemann, 1904년 7월 20일 ~ 1998년 11월 6일)는 독일의 법률가, 작가, 관현악단 감독, 지휘자, 작곡가이다.

## 생애
처음에, 김나지움을 졸업하고 벌률을 공부하였다. 이 전공으로 그는 1928년에 박사 학위를 취득하였다. 아버지가 요절하고 나서 정치가로서 계획을 포기하고, Finag 및 Tilka 베를린 은행 연구소의 법률 고문이 되었다. 그럼에도, 자신의 취향이 음악이어서 변호사나 외교관이 되려고 활동하지 않았다. 그 후, 베를린과 탱글우드에서 피아노, 바이올린, 작곡과 관현악법, 지휘를 공부하였다. 1939년, 어머니와 남동생과 함께 스위스를 경유하여, 미국으로 이주하여 그곳 시민이 되었다. 음악 분야에 일하면서, 교향곡, 실내악과 가곡을 작곡하였다. 1951년, 독일 땅에 다시 들어가 1956년 - 59년 기간에 그는 베를린 방송 교향악단(Radio-Symphonie-Orchester Berlin)의 감독 지위에 올랐다. 그리고 마침내 1959년에 베를린 필하모니 관현악단의 감독에 임명되었다. 1978년까지 이 직위를 유지하였다. 은퇴한 상태지만, 1984년에 후임 예술감독인 페터 기르트가 사임하고 다시 약 18개월 간 그 자리를 이어 받았다.

## 발자취
- 베를린 예술대학교 (1937 - 1939년, 장 파울 에어텔: 작곡, 발터 그마인들: 지휘, 발데마 뤼취크: 피아노 수업)
- 탱글우드 음악제 (레온 바르진: 지휘 수업)
- 브루노 발터 조수 (1939 - 1945년, 뉴욕)
- 톨레도 교향악단 (1949 - 1954년 12월 8일, 수석 지휘자)
- 뉴욕 주립 신문 (1945 - 1949년, 정기 기고자)
- 영화 "슈트레제만" (1957년, 역사 고문)
- 뉴욕 국립 오케스트라 협회 (부지휘자)
- 웨스트민스터 오케스트라 (객원 지휘자)

## 저서
- 카르텔 재판소의 판결 (1929)
- 나의 아버지 구스타프 슈트레제만 (1979)
- "기이한 사람 ..." 헤르베르트 폰 카라얀에 대한 회상 (1991)
- "그것은 어떻게 일어날 수 있었을까?" 증인이 회상하는 히틀러의 발흥 (1987)
- 필하모니와 필하모니커 (1977)
- "...그리고 필하모니에서의 저녁" 위대한 지휘자들의 추억 (1982)
- "시간과 소리" 음악과 정치 사이의 삶 (1994)
- "12" 베를린 필하모니 관현악단의 12명의 첼리스트의 개선 행렬에서 (1982)
- 펠릭스 멘델스존에 대한 창 (1984)